# Harold Derix
Harold Derix (Venlo, 17 april 1970) is een voormalig Nederlands voetballer. Hij stond onder contract bij VVV en TOP Oss. Zijn vader Frans was eveneens profvoetballer bij onder andere VVV.

## Loopbaan
Als jeugdspeler van Montagnards maakte Derix de overstap naar VVV waar trainer Sef Vergoossen hem meteen als basisspeler liet debuteren in het eerste elftal in een met 1-0 verloren uitwedstrijd bij Ajax op 13 mei 1989. Twee dagen later scoorde hij in een met 6-2 gewonnen thuiswedstrijd tegen PEC Zwolle zijn eerste doelpunt in het betaald voetbal. Derix ontwikkelde zich in de loop der jaren tot een speler die inzetbaar was op meerdere posities in de verdediging, maar ook op het middenveld.
Na zeven seizoenen bij de Venlose club vertrok hij in 1995 met ploeggenoot Jay Driessen naar TOP Oss met wie hij samen nog vijf seizoenen in de Eerste divisie actief was. 

## Statistieken
| Seizoen         | Club            | Competitie      | Competitie | Competitie | Beker | Beker | Nacompetitie | Nacompetitie | Totaal | Totaal |
| Seizoen         | Club            | Competitie      | Wed.       | Dlp.       | Wed.  | Dlp.  | Wed.         | Dlp.         | Wed.   | Dlp.   |
| --------------- | --------------- | --------------- | ---------- | ---------- | ----- | ----- | ------------ | ------------ | ------ | ------ |
| 1988/89         | VVV             | Eredivisie      | 2          | 1          | 0     | 0     | —            | —            | 2      | 1      |
| 1989/90         | VVV             | Eerste divisie  | 16         | 1          | 1     | 0     | —            | —            | 17     | 1      |
| 1990/91         | VVV             | Eerste divisie  | 22         | 0          | 1     | 0     | 5            | 0            | 28     | 0      |
| 1991/92         | VVV             | Eredivisie      | 20         | 3          | 2     | 1     | —            | —            | 22     | 4      |
| 1992/93         | VVV             | Eerste divisie  | 27         | 5          | 1     | 0     | —            | —            | 28     | 5      |
| 1993/94         | VVV             | Eredivisie      | 24         | 0          | 1     | 0     | 2            | 1            | 27     | 1      |
| 1994/95         | VVV             | Eerste divisie  | 15         | 1          | 3     | 0     | 0            | 0            | 18     | 1      |
| 1995/96         | TOP Oss         | Eerste divisie  | 27         | 2          | ?     | 0     | —            | —            | ??     | 2      |
| 1996/97         | TOP Oss         | Eerste divisie  | 9          | 0          | ?     | 0     | —            | —            | ??     | 0      |
| 1997/98         | TOP Oss         | Eerste divisie  | 0          | 0          | ?     | 0     | —            | —            | ?      | 0      |
| 1998/99         | TOP Oss         | Eerste divisie  | 14         | 2          | ?     | 0     | —            | —            | ??     | 2      |
| 1999/00         | TOP Oss         | Eerste divisie  | 10         | 1          | ?     | 2     | —            | —            | ??     | 3      |
| Carrière totaal | Carrière totaal | Carrière totaal | 186        | 16         | ??    | 3     | 7            | 1            | ???    | 20     |